# دومينيكو روسي
دومينيكو روسي (بالإيطالية: Domenico Rossi)‏ هو سياسي إيطالي، ولد في 15 مايو 1951 بروما في إيطاليا. حزبياً، نشط في حزب الوسط الديمقراطي ‏. وقد انتخب عضو مجلس النواب في الجمهورية الإيطالية عن دائرة Lazio 1 (Chamber of Deputies constituency) ‏ وقد انضم خلال فترته النيابية ‏  للكتلة البرلمانية For Italy ‏ وانتخب عضو مجلس النواب في الجمهورية الإيطالية.